# Željezničarska pragmatika
Željezničarska pragmatika naziv je za zakon koji je uređivao radne odnose na željeznici u Ugarskoj i Hrvatskoj. Prijedlog ovog zakona iznio je u svibnju 1907. godine na zajedničkom saboru u Pešti ministar trgovine Ferencz (Franjo) Kossuth, sin Lajosa Kossutha. U pragmatici je postojala odredba prema kojoj je svaki željeznički djelatnik mora biti ugarski državljanin, trebao je znati mađarski jezik, a na području Hrvatske i Slavonije i hrvatski jezik. Tražilo se, naime, izričito ozakonjenje mađarskog kao službenog jezika na svim prugama ugarskih državnih željeznica, pa tako i u Hrvatskoj i Slavoniji, što je bilo u suprotnosti s Hrvatsko-ugarskom nagodbom, prema kojoj je službeni jezik u Hrvatskoj bio hrvatski. Time bi se derogirao status hrvatskog jezika i suverenost Hrvatske na željezničkim prugama koje prolaze kroz Hrvatsku.
Poslanici Hrvatsko-srpske koalicije poveli su višemjesečnu opstrukciju ozakonjenje toga zakona na zajedničkom saboru, za koje je odstupio ban Teodor Pejačević (26. lipnja 1907.), a za bana imenovan Aleksandar Rakodczay. Ugarska je vlada napokon uspjela izigrati opstrukciju Koalicije, kralj Franjo Josip I. sankcionirao je željezničku pragmatiku, dok je ban bez pogovora prihvaća. Tim je prekinuta suradnja između Ugarske vlade i Koalicije. Koalicija je nastavila borbu u Hrvatskom saboru iznijevši 12. prosinca 1907. prijedlog da se ban Rakodczay stavi pod optužbu. Međutim, Sabor se raspušta, Rakodczay odstupa, a banom 8. siječnja bude imenovan Pavao Rauch.
Odredba o mađarskom jeziku u željezničarskoj pragmatici ukinuta je tek 1913., nakon imenovanja Ivana Skerlecza banom. Naime, 6. prosinca ugarska je vlada povukla Kossuthovu "željezničarsku pragmatiku" i podnijela novu, u kojoj je izostala jezična odredba, kao jasna povrjeda Nagodbe, ali je ostala stara praksa prema kojoj je mađarski jezik ostao i dalje službenim na svim linijama državnih željeznica u Hrvatskoj i Slavoniji.